# جيجلي
جيجلي (بالإنجليزية: Gigli) هو فيلم جريمة وكوميديا رومانسية أمريكي كتبه وأخرجه مارتن بريست وقام ببطولته بن أفليك، وجينيفر لوبيز، وجوستين بارثا، وآل باتشينو، وكريستوفر والكن، وليني كازان. تم إصدار الفيلم عام 2003.

## وصلات خارجية
- جيجلي على موقع IMDb (الإنجليزية)
- جيجلي على موقع ميتاكريتيك (الإنجليزية)
- جيجلي على موقع الموسوعة البريطانية (الإنجليزية)
- جيجلي على موقع روتن توميتوز (الإنجليزية)
- جيجلي على موقع نتفليكس (الإنجليزية)
- جيجلي على موقع قاعدة بيانات الأفلام العربية
- جيجلي على موقع ألو سيني (الفرنسية)
- جيجلي على موقع Turner Classic Movies (الإنجليزية)
- جيجلي على موقع أول موفي (الإنجليزية)
- جيجلي على موقع بوكس أوفيس موجو (الإنجليزية)